# روپرختوو
روپرختوو (به چکی: Ruprechtov) یک منطقهٔ مسکونی در جمهوری چک است که در ناحیه ویشکوو واقع شده‌است. روپرختوو ۱۱٫۴۷ کیلومتر مربع مساحت و ۵۸۴ نفر جمعیت دارد و ۵۱۴ متر بالاتر از سطح دریا واقع شده‌است.